# Éric Boisse
Éric Boisse (Clichy, 1980. március 14. –) olimpiai, világ- és Európa-bajnok francia párbajtőrvívó, Philippe Boisse olimpiai és világbajnok párbajtőrvívó fia.